# Fly, Vårgårda kommun
Fly är en småort i Lena socken i  Vårgårda kommun i Västergötland.